# Seznam častnih meščanov Celja
Seznam častnih meščanov Celja, prejemnikov najvišjega naziva, ki ga lahko prejme posameznik od Mestne občine Celje.

## Seznam
- 1952: Franc Leskošek - Luka
- 1952: Peter Stante - Skala
- 1952: Mica Šlander
- 1952: Josip Tominšek
- 1955: Stane Kokalj
- 1955: Franc Kač
- 1955: Martin Plankar
- 1955: Blaž Pristovšek
- 1955: Fran Roš
- 1955: Janko Orožen
- 1960: Fedor Gradišnik
- 1963: Franc Simonič
- 1970: Edvard Kardelj
- 1970: Sergej Kraigher
- 1970: Josip Broz - Tito
- 1977: Olga Vrabič
- 1993: Ludvik Rebeušek – zaradi vrednot, ki jih je oblikoval na področju srednjega šolstva in zdraviliškega turizma in imajo trajen pomen za razvoj, ugled ter promocijo celjske občine doma in v svetu
- 1997: Stanko Lorger – za izjemen prispevek na področju športa, ki ima trajen pomen za ugled in promocijo mesta Celja
- 1999: Janko Lešničar – za izjemen prispevek pri večanju ugleda in razvoja zdravstva kot pomembnega dejavnika Mestne občine Celje
- 2002: Rado Jenko – za izjemne dosežke v celjskem gospodarstvu in za prispevek pri razvoju mesta Celja
- 2004: Jože Marolt – za vrsto dosežkov in razvojnih sprememb, ki jih je v preteklih letih uveljavljal v Celju in za Celje
- 2005: Darinka Pavletič-Lorenčak – za izjemen prispevek v umetnosti in kulturi, ki ima trajen pomen za razvoj in ugled mesta doma in v tujini
- 2010: Jože Geršak – za življenjsko delo, s katerim je trajno zaznamoval razvoj izobraževanja in športa v Celju
- 2012: Ivan Stopar – za življenjsko delo na področju umetnostne zgodovine in konservatorstva
- 2016: Rudi Čajavec – za življenjsko delo v medicini dela, prometa in športa
- 2018: Lilijana Praprotnik Zupančič - Lila Prap – za življenjsko delo ter dolgoletne vrhunske uspehe in dosežke na področju mladinske književnosti in ilustratorstva
- 2019: Ivan Grobelnik - Ivo – za junaška dejanja v času narodnoosvobodilnega boja, širjenje domoljubja in pravičnosti
- 2019: Stanislav Lipovšek – za širjenje strpnosti, enakopravnosti, sočutja in sožitja med ljudmi
- 2020: Janko Hartman (1925-2025) – za izjemen arhitekturni prispevek v mestu Celje
- 2021: Franc Pangerl – za prispevek pri prepoznavnosti mesta Celje kot sejemskega mesta v mednarodnem prostoru
- 2022: Janko Turnšek – za poslovno uspešnost in prispevek k razvoju celjskega gospodarstva
- 2022: Jože Volfand – za življenjsko delo na področju novinarstva, založništva in kulturnih prireditev
- 2022: Milan Zupančič – za bogat prispevek k razvoju celjskega rokometa
- 2023: Edvard Stepišnik – za poslovno uspešnost in prispevek k razvoju celjskega gospodarstva

## Vir
- ČASTNI MEŠČANI CELJA. moc.celje.si